# Dorymyrmex wheeleri
Dorymyrmex wheeleri é uma espécie de formiga do gênero Dorymyrmex.